# Aphonopelma reversum
Aphonopelma reversum är en spindelart som beskrevs av Chamberlin 1940. Aphonopelma reversum ingår i släktet Aphonopelma och familjen fågelspindlar. Inga underarter finns listade i Catalogue of Life.